# Власть (Сергей Булгаков)
Власть — одна из важнейших категорий теократического учения русского религиозного философа и священника Сергея Николаевича Булгакова. Основные положения своей доктрины мыслитель изложил в трактате «Свет не вечерний». В основе булгаковской доктрины лежит мысль, что земная власть есть образ всемогущества Бога. При этом Божественная власть неотделима от Божественной любви. Но всемогущество, обладающее двойной природой, выступает как власть лишь для греха и грешников. Первой попыткой приступить к проблеме гармоничного идеала экономико-политического земного бытия и бытия божественной Софии стала работа Булгакова «Философия хозяйства». Основной интерес применительно к теме «Философия власти» вызывают главы трактата, посвященные свободе, необходимости и социальному детерминизму.

## Метафизика власти
Выступая как образ всемогущества, власть не существует предметно, в форме физических предметов, имеющих вес, вкус или протяженность. Являясь образом, власть всегда переживается, проживается, осознается, рефлексируется человеком или обществом. И в этот момент проживания/переживания образ получает определенную предметную форму в области решения, поступка, слова. Последние и поддаются изучению методами наблюдения, измерения или эксперимента. Но сам образ и факт его проживания доступен лишь методам философского или религиозно-философского освоения.

## Земная власть
Земная власть является добровольными цепями, сдерживающими деструктивные (в теологической терминологии «дурные») стороны человеческого естества. При этом земная власть настолько отталкивающая, что стремление к любви и братству, к духовности и вечной благости требуют не властных отношений, а отношений взаимной братской любви. Зафиксированный Булгаковым когнитивный диссонанс прослеживается во всей религиозно-исторической традиции человечества и присутствует во всех без исключения теоретических разработках философии власти. Иногда диссонанс выражается языком религиозной философии, иногда светским революционным китчем, но он неотъемлемая часть любого фундаментального разговора о власти. Земная власть в силу очевидных причин не может быть идеальным образом Божественного всемогущества. Она — всегда искаженный образ, который как кривое зеркало извращает идеал превращая его в подобие идола..

## Теократия и секуляризация власти
Теократия по Булгакову естественное состояние человечества. Однако языческая теократия воспринимается христианами как искаженной, «лже-теократией, соперничающей с единственно божественной властью самого Христа (потому и „фараон“, и римский „зверь“ получили значение темных, антитеократических потенций). Однако язычество здесь, как и в других отношениях, обладало религиозным ясновидением, способностью различать естественные иконы Божества в природе и человеке». Однако с победой христианства встал вопрос о природе власти христианского императора. Булгаков различает западный формат теократии, который считает ложным: «сама по себе эта власть христианских монархов имела еще ветхозаветную при роду, находя свой прототип и высшую норму в ветхозаветных теократических царях Давиде и Соломоне, также представляющих собой лишь прообразы теократии, а не исполнение ее. Поэтому никакой исторический монарх не может почитаться теократическим, ничто не может превратить его власть в теократию, а его самого в прямого провозвестника воли Божией, в пророка или царственного теурга; ничто не может придать ему авторитета непогрешимости». И восточный формат, который «не поддался искушению лжехристианской лжетеократии. Оно появлялось здесь лишь как временное увлечение или же злоупотребление». Именно лжетеократия Запада по мысли Булгакова стала причиной секуляризации власти как таковой. Секуляризация выражается «в ослаблении религиозных уз, взаимно связывающих ее и подданных, в отрицании теургийного начала власти и в сведении ее преимущественно к началам политического утилитаризма, к натурально-человеческой звериности». Однако Булгаков относится к этому процессу диалектически положительно. Ибо через временную утрату истинной теократии, через секуляризацию жизни власть превращается в загадку, тайну. сугубо человеческая 9в терминологии Булгакова «звериная») власть вызывает отвращение, недоумение, когнитивные муки непонимания. Это ведет к углубленному постижению того, что было потеряно — истинных образов и перволиков власти, а через данные духовные усилия может быть явлено миру новое откровение о власти: «на эмпирической поверхности происходит разложение религиозного начала власти и торжествует секуляризация, а в мистической глубине подготовляется и назревает новое откровение власти — явление теократии, предваряющее ее окончательное торжество за порогом этого эона».

## Власть Богоматери
В рамках своих исследований Сергей Николаевич Булгаков не раз обращается к сугубо теологическому исследованию власти. В качестве примера можно привести его рассуждения об источнике власти Богоматери
"Богоматерь в прославлении Своем получает чрез Сына от Отца славу и власть, которые не являются Ей присущи по человеческому естеству. Это есть в точном смысле обожение, осенение божественной благодатной жизнью того существа, которому это не присуще и трансцендентно. Отсюда остается и вся разница между Сыном и Материю, между Его и Ее силою и славою. Первая беспредельна и неограниченна, абсолютна, как власть Божия в творении. Вторая производна, как благодатная данность, и в силу этой производное™ своей не безгранична, не абсолютна. Другими словами, Господь есть Бог по естеству, Богоматерь же н е есть Бог по естеству, сколь бы ни было полно и совершенно Ее обожение, но лишь по благодати. В Ее лице исполняется лишь предначертанное для всех человеков: «Аз рех: вы бози есте» (Пс. 81,6. Ср. 10. 10,345). Отсюда известная антиномичность в определении меры Богоматерней власти, как оно делается в молитвенных к Богоматери обращениях. С одной стороны Она возвеличивается как «Небесная Всегосподственная Царица», «вся стихии, небо и земля, воздух и море повинуются Тебе, и вси противнии дуси страхом обдержими трепещут, боящеся имени Твоего святаго», «вся бо можеши елика хощеши», к Ней христиане взывают тем же обращением, как и к Спасителю: «Пресвятая Богородице, спаси нас» (а ко всем святым обращаемся: «моли Бога о нас»). Но вместе с тем совершенно явственно указуется, что эта власть Богоматери — производная, обусловленная Ее «святыми и всесильными мольбами», которыми Она «непрестанно» «о всех молит Христа, Бога нашего, и всем творит спастися». И в этом качестве Богоматерь является лишь первой в ряду святых молитвенников".